# Lưu Vĩ (sinh năm 1965)
Lưu Vĩ (tiếng Trung giản thể: 刘伟, bính âm Hán ngữ: Liú Wěi, sinh tháng 6 năm 1965, người Hán) là chính trị gia nước Cộng hòa Nhân dân Trung Hoa. Ông là Ủy viên Ủy ban Trung ương Đảng Cộng sản Trung Quốc khóa XX, hiện là Phó Bí thư chuyên chức Thành ủy Bắc Kinh. Ông từng là Phó Bí thư chuyên chức Tỉnh ủy Cát Lâm; Phó Bộ trưởng Bộ Quản lý khẩn cấp; Phó Tỉnh trưởng Hà Nam.
Lưu Vĩ là đảng viên Đảng Cộng sản Trung Quốc, học vị Cử nhân, Thạc sĩ Hóa học, Tiến sĩ Kinh tế học. Ông có sự nghiệp gần 40 năm công tác ở quê nhà Hà Nam trước khi được điều chuyển tới các địa phương khác.

## Xuất thân và giáo dục
Lưu Vĩ sinh vào tháng 6 năm 1965 tại huyện Chá Thành, nay thuộc địa cấp thị Thương Khâu, tỉnh Hà Nam, Cộng hòa Nhân dân Trung Hoa. Ông lớn lên và tốt nghiệp sơ trung ở Chá Thành, đến tháng 9 năm 1980 thì theo học Trường chuyên khoa Sư phạm Thương Khâu, chuyên ngành hóa học và tốt nghiệp vào tháng 7 năm 1983. Tháng 8 năm 1987, ông tới thủ phủ Trịnh Châu, theo học tại chức Hóa hữu cơ ở Khoa Hóa học của Đại học Trịnh Châu, nhận bằng Thạc sĩ Hóa học vào tháng 87 năm 1990. Từ tháng 9 năm 2001, ông là nghiên cứu sinh sau đại học tại Học viện Kinh tế quốc dân của Đại học Phục Đán, trở thành Tiến sĩ Kinh tế học vào tháng 6 năm 2004. Lưu Vĩ được kết nạp Đảng Cộng sản Trung Quốc vào tháng 6 năm 1997, ông từng tham gia các chương trình, khóa bồi dưỡng như khóa cán bộ thanh niên khóa II giai đoạn tháng 1–6 năm 2001 của Trường Đảng Tỉnh ủy Hà Nam; khóa bồi dưỡng trung, dài hạn tập trung dành cho cán bộ lãnh đạo của tỉnh Hà Nam giai đoạn tháng 7–10 năm 2004 tại Đại học Queensland của Úc.

## Sự nghiệp
Tháng 8 năm 1983, sau khi tốt nghiệp Trường Thương Khâu, Lưu Vĩ được phân về quê nhà Chá Thành làm giáo viên trường trung học của huyện. Được gần 2 năm thì ông được chuyển sang Nhà máy Sản xuất phân bón của huyện làm kỹ thuật viên, rồi đi học Đại học Trịnh Châu. Tháng 7 năm 1990, sau khi học xong ở Trịnh Châu, ông được điều tới Sảnh Hóa dầu Hà Nam làm cán bộ của Phòng Khoa học kỹ thuật. Ở đây, ông lần lượt là phó chủ nhiệm rồi chủ nhiệm khoa viên, Phó Trưởng phòng rồi Trưởng phòng Điều phối sản xuất Sảnh Hóa dầu từ tháng 3 năm 1998. Tháng 6 năm 2000, ông được phân vào Thành viên Đảng tổ, bổ nhiệm làm Phó Chủ nhiệm Văn phòng Quản lý hành nghiệp hóa dầu Hà Nam, đến tháng 2 năm 2004 thì chuyển chức làm chuyên viên quản lý của Phòng Kinh tế quốc tế, Ủy ban Cải cách Phát triển Hà Nam, rồi Trưởng phòng đơn vị này từ tháng 6 năm 2004. Tháng 1 năm 2005, ông được điều chuyển làm Trưởng phòng Công nghiệp của Ủy ban Cải Phát Hà Nam, là Thành viên Đảng tổ, Phó Chủ nhiệm Ủy ban này từ tháng 10 năm 2008. Lưu Vĩ có nhiều năm công tác ở Ủy ban Cải Phát Hà Nam, từ 2013 thì ông được phân công thêm làm Phó Chủ nhiệm thường vụ Văn phòng Tiểu tổ lãnh đạo xây dựng Khu thực nghiệm kinh tế tổng hợp cảng hàng không Hà Nam, tham gia các chương trình xây dựng Khu kinh tế Trung Nguyên, Tân khu Trịnh Biện của Hà Nam, rồi Chủ nhiệm Văn phòng này từ tháng 9 năm 2016, cùng lúc với việc nhậm chức Bí thư Đảng tổ Ủy ban Cải Phát, vẫn là Phó Chủ nhiệm Cải Phát cho đến tháng 12 thì đảm nhiệm vị trí Chủ nhiệm.
Tháng 1 năm 2018, Lưu Vĩ được bổ nhiệm làm Phó Tỉnh trưởng Chính phủ Nhân dân tỉnh Hà Nam, kiêm nhiệm là Bí thư Đảng tổ Ủy ban Quản lý giám sát tài sản quốc hữu tỉnh. Đến tháng 1 năm 2020, sau gần 40 năm công tác ở quê nhà Hà Nam, Lưu Vĩ được điều lên trung ương, được bổ nhiệm làm Phó Bộ trưởng Bộ Quản lý khẩn cấp, Ủy viên Đảng ủy, Thành viên Đảng tổ của Bộ. Tháng 4 năm 2022, ông được điều về tỉnh Cát Lâm, chỉ định vào Ủy ban Thường vụ Tỉnh ủy, nhậm chức Phó Bí thư chuyên chức Tỉnh ủy Cát Lâm. Cuối năm 2022, ông tham gia Đại hội Đảng Cộng sản Trung Quốc lần thứ XX từ đoàn đại biểu Cát Lâm. Trong quá trình bầu cử tại đại hội, ông được bầu là Ủy viên Ủy ban Trung ương Đảng Cộng sản Trung Quốc khóa XX. Ngày 29 tháng 12 năm 2022, Lưu Vĩ được điều tới thủ đô Bắc Kinh, được chỉ định vào Ủy ban Thường vụ Thành ủy, nhậm chức Phó Bí thư chuyên chức Thành ủy Bắc Kinh.